# Iñigo Urkullu
Iñigo Urkullu Renteria (Alonsótegui, Vizcaya, 18 de septiembre de 1961) es un político español, lendakari del Gobierno Vasco entre 2012 y 2024. Fue presidente del Euzkadi Buru Batzar (EBB) del Partido Nacionalista Vasco entre 2008 y 2012.
Fue director de Juventud y Acción Comunitaria de la Diputación Foral de Vizcaya entre 1987 y 1994 y parlamentario vasco entre 1984 y 1987, y nuevamente de 1994 a 2007, en la ii, iii, v, vi, vii y viii legislaturas. Fue elegido por unanimidad por el EBB de PNV, y respaldado igualmente por unanimidad por las bases en el proceso que culminó el 5 de julio de 2012, como candidato a lendakari para las elecciones al Parlamento Vasco de 2012. En dichas elecciones el PNV quedó en primera posición, siendo el más votado, y obteniendo un resultado de 384.766  votos y 27 escaños parlamentarios.

## Biografía

### Inicios
Nació el 18 de septiembre de 1961 en Alonsótegui —barrio de Baracaldo que en la actualidad constituye sin embargo un municipio independiente en la provincia de Vizcaya—. De familia obrera nacionalista, se afilió al PNV en 1977, tras la reinstauración democrática y la salida del partido de la clandestinidad tras la dictadura franquista.
Formó parte activa de Euzko Gaztedi Indarra (EGI), las juventudes de dicho partido, que poco después llegaría a presidir siendo miembro del Consejo Regional desde 1980 a 1985. En 1983 participó realizando un discurso en la tribuna del recordado Alderdi Eguna de Aixerrota (Guecho).
Se diplomó en Magisterio por la rama de Filología Vasca en el seminario de Derio. Es experto en Gestión de Ocio por el Instituto de Estudios de Ocio de la Universidad de Deusto. Como deportista llegó a jugar a fútbol en Primera Juvenil en el club Larramendi. Antes de dedicar su tiempo a la política, sus inicios profesionales se relacionaron con el mundo de la educación y fue maestro de la ikastola "Asti-Leku Ikastola" de Portugalete y del Colegio Público "Félix Serrano" de Bilbao. Es maestro funcionario de carrera de Educación en excedencia en el Colegio "Landako" de Durango.

## Trayectoria política
Con tan solo 25 años, Iñigo Urkullu fue elegido miembro del Bizkai Buru Batzar (BBB), la ejecutiva del PNV en Vizcaya, en la que permaneció durante dos períodos (1984-1987) y (1996-2000), resultando elegido presidente de la misma el año 2000. También fue el representante del PNV por ese territorio histórico en el EBB desde el año 2000, máximo órgano del PNV, y presidente de mesa en la Asamblea Nacional del partido durante la etapa 1992-1994.

### Cargos institucionales
Desde 1984, Iñigo Urkullu también ha desempeñado su labor política en diversas instituciones y organismos públicos:
- Parlamentario Vasco (1984-1987)
- Representante del Parlamento Vasco en el Consejo Social de la UPV (1986-1989)
- Director general de Juventud y Acción Comunitaria de la Diputación Foral de Vizcaya (1987-1994)
- Parlamentario vasco (1994-2007)
- Presidente de la Comisión de Derechos Humanos y de la Ponencia de Víctimas del Terrorismo del Parlamento Vasco
- Miembro del Consejo Asesor del Euskera

### Presidente del EBB del PNV

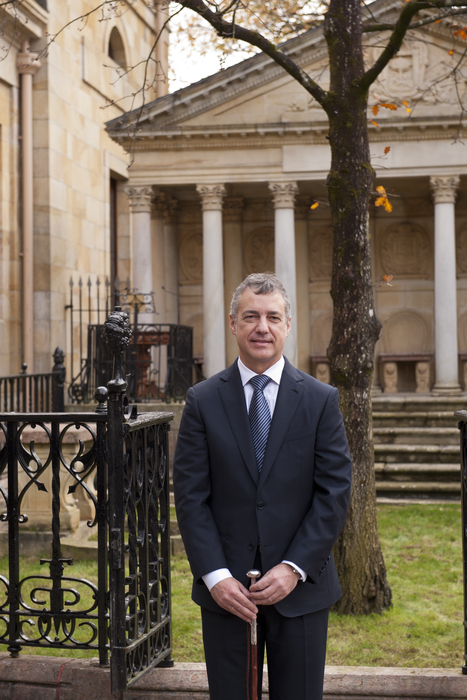
Urkullu posando junto al árbol de Guernica durante su jura del cargo de lehendakari en 2012.

En noviembre de 2007 fue el único candidato presentado a la segunda vuelta de las elecciones internas para presidir el PNV, por lo que fue elegido presidente del partido el 1 de diciembre de 2007. A finales de diciembre del mismo año delega sus labores parlamentarias al asumir sus nuevas funciones al frente del partido. Será reelegido nuevamente y sin oposición por unanimidad en la siguiente asamblea general.
Su nombramiento para este puesto provenía de un consenso entre los diversos sectores del partido, tras el abandono de la política de su antecesor Josu Jon Imaz, siendo precisamente definido como una persona transversal y de consenso.

## Lendakari del Gobierno Vasco
Tras haber sido designado candidato a la presidencia del Gobierno Vasco por su partido en las elecciones al Parlamento Vasco de 2012 —en las que el PNV resultó el partido más votado, con 27 escaños— fue elegido lendakari del Gobierno Vasco el 13 de diciembre de 2012 con los votos del grupo parlamentario EAJ-PNV. Laura Mintegi, candidata de Euskal Herria Bildu (la segunda lista más votada) logró el voto de sus 21 parlamentarios, mientras que el resto de grupos (PSE, PP y UPyD) optaron por la abstención. En su primera legislatura al frente del Gobierno Vasco, Iñigo Urkullu formó gobierno en solitario, con un equipo de 10 consejeros al frente de los diferentes departamentos.
En el año 2016, tras la victoria obtenida en las elecciones al Parlamento Vasco de 2016, Urkullu revalidó el cargo de primer mandatario gracias al apoyo de los grupos parlamentarios del PNV y el PSE-EE, con 28 y 9 escaños, respectivamente. Tras la negociación para conformar gobierno, en noviembre de 2016 se dio a conocer el acuerdo de coalición entre los dos partidos que habían apoyado la investidura del lendakari, formándose posteriormente un ejecutivo vasco compuesto por 14 carteras.
En 2020, tras unas elecciones aplazadas por la pandemia de COVID-19, Urkullu participó como candidato del Partido Nacionalista Vasco, y acabó recibiendo el 39.07% de los votos. Cosechó así sus mejores resultados, al obtener el PNV 31 diputados, los cuales, sumados a los 10 del PSE-EE, le permitieron revalidar su gobierno de coalición durante otra legislatura más.